# Burg Waldeser
Die Burg Waldeser, auch als Burg oder Schloss Waldeser, Waldenser und Waldersee bezeichnet, ist eine abgegangene Burg etwa 2 km nordöstlich der Stadt Dessau-Roßlau im Winkel, den die Pelze bei ihrer Mündung in die Mulde im heutigen Biosphärenreservat Mittelelbe bildet. Hier befand sich auch ein Dorf mit gleichem Namen.
Die Burg Waldeser an der Pelze wurde 1212 erstmals urkundlich erwähnt. Die Wasserburg war Sitz der Ministerialenfamilie von Waldeser. Eine Dame aus der Familie von Waldeser war mit Otto von Schlichting aus dem Ministerialgeschlecht der von Schlichting, das im 12. Jahrhundert die Burg Roßlau errichtete, verheiratet. Dieser erklärte die Auflassung aller empfangenen Lehen gegenüber seinen Herren, den Fürsten von Anhalt. Wie weit die Besitzungen des Adelsgeschlechts der Grafen von Waldeser reichten und wann dieses erloschen ist, ist nicht bekannt. Ebenso ist nicht bekannt, wann die Burg erbaut wurde. Bernhard von Wölpe war von 1276 bis 1279 Archidiakon von Waldeser.
Waldeser gelangte in den Besitz der Fürsten von Anhalt-Zerbst und wurde durch Erbteilung Anhalt-Dessau zugeteilt. Im Landbuch von 1549, das Fürst Joachim von Anhalt, Regent Anhalt-Dessaus von 1509 bis 1561, erstellen ließ, wurde die Burg ein „geradezu fürstliches Schloss“ genannt, in dem die Herrschaft vor dem Bau des Dessauer Schlosses „wesentlich Hoflager gehabt und da gewohnt“ habe.
Die Verwüstung von Waldeser durch ein Mulde-Hochwasser wird auf die Zeit zwischen 1314 und 1325 datiert. In der Folgezeit wurde die Burg abgetragen. Aus den Steinen der zerstörten Burg wurde 1341 das Dessauer Schloss errichtet.    Erst im 15. Jahrhundert, nach der Zerstörung von Burg und Dorf, ist die Ortsbezeichnung Waldeser zu Waldersee umgedeutet worden.
Die Güter der Pfarrkirche Waldeser erhielt die Marienkirche Dessau durch Schenkung der Fürstenbrüder Albrecht und Waldemar von Anhalt.
Die südlich des ehemaligen Waldeser gelegenen Orte Jonitz und Naundorf wurden am 1. Mai 1930 nach Dessau eingemeindet, jedoch am 15. April 1933 wieder ausgegliedert. Am 1. April 1935 wurden beide Gemeinden unter dem Namen Jonitz-Naundorf vereinigt und am 31. Juli 1935 in Anlehnung an das alte Waldeser in Waldersee umbenannt. Am 1. November 1945 wurde die Gemeinde Waldersee erneut nach Dessau eingemeindet.